# Yehualeye Beletew
Yehualeye Beletew (31 de julio de 1998) es una deportista de Etiopía que compite en atletismo. Ganó una medalla de bronce en el Campeonato Mundial de Atletismo Sub-20 de 2016, en la prueba de 10 km marcha.